# Haptolana pholeta
Haptolana pholeta är en kräftdjursart som beskrevs av Bruce och Humphreys 1993. Haptolana pholeta ingår i släktet Haptolana och familjen Cirolanidae. Inga underarter finns listade i Catalogue of Life.